# Liomys
Liomys é um gênero de roedores da família Heteromyidae.

## Espécies
- Liomys adspersus (Peters, 1874)
- Liomys irroratus (Gray, 1868)
- Liomys pictus (Thomas, 1893)
- Liomys salvini (Thomas, 1893)
- Liomys spectabilis Genoways, 1971